# Gavin Hood

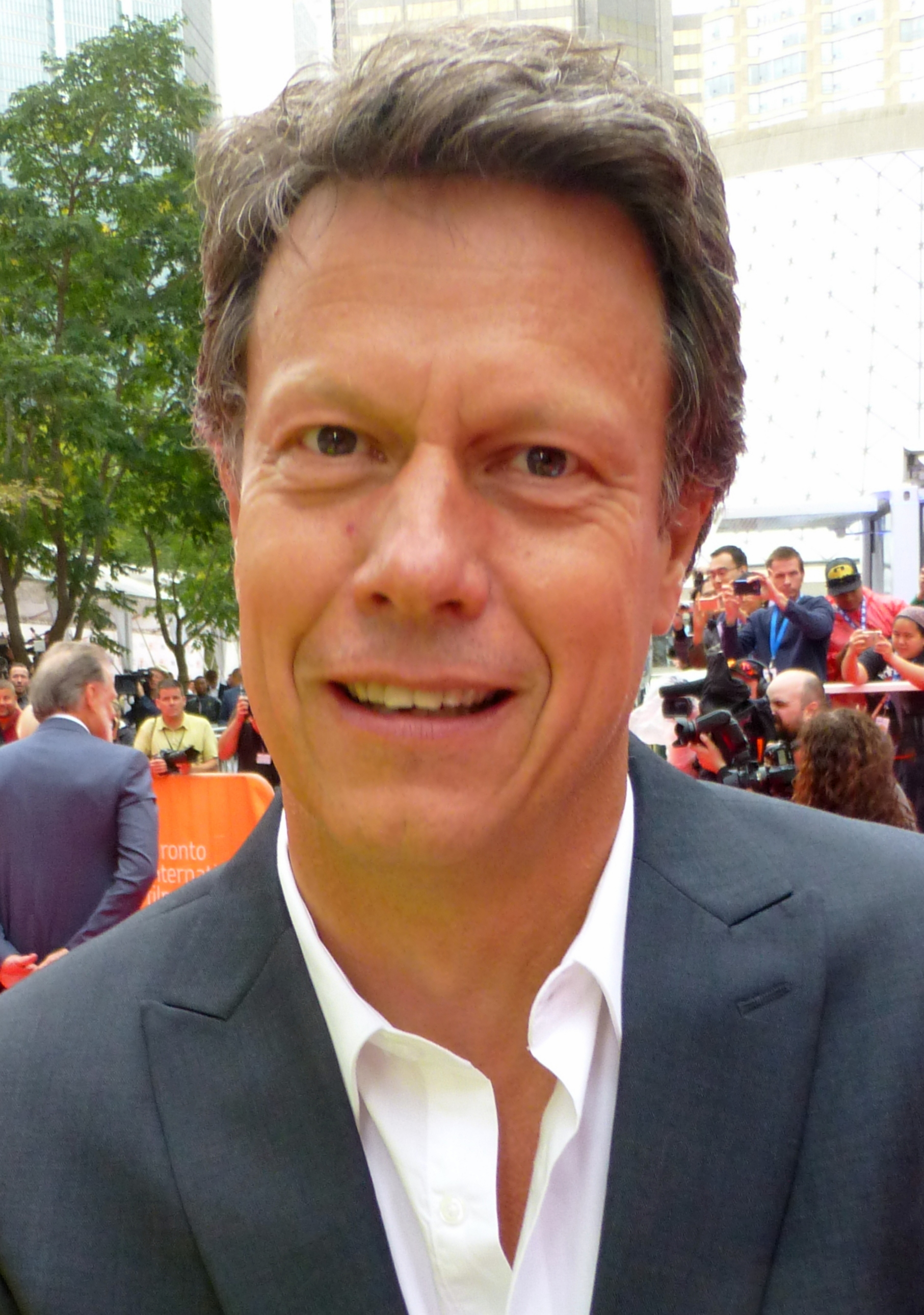
Gavin Hood (2015)

Gavin Hood (* 12. Mai 1963 in Johannesburg, Südafrika) ist ein südafrikanischer Filmregisseur, Drehbuchautor und Schauspieler.

## Leben und Karriere
Der in Johannesburg geborene Sohn eines bekannten Naturfotografen besuchte die Privatschule St. Stithians College. Danach wollte er ins Filmgeschäft, auf Drängen seiner Familie entschloss er sich jedoch, an die University of the Witwatersrand zu gehen, wo er das Studium des Rechtswesens abschloss. Er praktizierte anschließend einen Beruf im Rechtswesen, gab diesen allerdings nach einem halben Jahr auf, um Schauspieler zu werden.
1989 verkörperte er die Hauptrolle in der von South African Broadcasting Corporation produzierten Fernsehserie The Game, ein Drama über Rugbyspieler. Nach dem direkt auf Video veröffentlichten Horrorfilm Curse 3: Blood Sacrifice (1991) trieb er Geld zusammen, zog in die Vereinigten Staaten und studierte Film an der University of California, Los Angeles. An der UCLA verlieh eine Jury, der beispielsweise Steven Spielberg und Michael Douglas angehörten, Hood 1993 für ein von ihm verfasstes Drehbuch den Diane Thomas Screenwriting Award. Um verfilmt zu werden, sollte das Drehbuch, A Reasonable Man, amerikanisiert und mit einem Happy End versehen werden, womit Hood nicht einverstanden war.
Wieder nach Südafrika zurückgekehrt, machte er sich als Regisseur von Fernsehserien über Themen wie AIDS, Prostitution und Kindesmissbrauch für das Gesundheitsministerium einen Namen. Für diese Arbeiten wurde er unter anderem mit einem Artes Award, einem südafrikanischen Filmpreis, ausgezeichnet. Nach kleinen Nebenrollen in mehreren US-amerikanischen, wenig Aufsehen erregenden Filmen wie Shadowchaser 2 (Project Shadowchaser II, 1995) und Operation Delta Force 2: Mayday (1998) verwirklichte er mit dem 22-minütigen The Storekeeper 1998 seinen ersten 35-mm-Film. Der Kurzfilm handelt von dem Besitzer einer kleinen Gemischtwarenhandlung in Südafrika, der nach einigen Überfällen beschließt, sich endlich zu wehren. Das mit 30.000 Pfund realisierte Drama gewann Preise auf zahlreichen internationalen Filmfestivals, unter anderem den Großen Preis auf dem Melbourne International Film Festival.
Der große Erfolg des Kurzfilms ermöglichte ihm, das Drehbuch A Reasonable Man zu verfilmen. Der schließlich 1999 veröffentlichte Film handelt von einem urbanen Anwalt (gespielt von Hood selbst), der einen Fall untersucht, bei dem ein Hirtenjunge ein Baby umgebracht hat, da es von einem bösen Geist besessen gewesen sein solle. Das Budget des auf dem Internationalen Filmfestival in Karlovy Vary mit dem Preis der Ökumenischen Jury ausgezeichneten Films betrug laut Schätzungen 60.000 US-Dollar.
Sein nächstes Projekt war der ungefähr 4,2 Millionen US-Dollar teure Abenteuerfilm W pustyni i w puszczy, in Polen produziert und auf dem gleichnamigen Roman von Henryk Sienkiewicz basierend. Hood sprang für den Polen Maciej Dutkiewicz ein, der wegen einer Nierenstein-Erkrankung nicht Regie führen konnte. Der unter anderem auf dem Giffoni Film Festival prämierte Kinderfilm handelt von zwei Kindern, die von ägyptischen Rebellen entführt werden und nach ihrer Flucht die Wüste durchqueren müssen. W pustyni i w puszczy war der erfolgreichste polnische Film des Jahres 2001.
Die Verfilmung eines Romans von Athol Fugard erschien 2005 unter der Regie Gavin Hoods. Das als Tsotsi betitelte Drama mit Presley Chweneyagae in der Hauptrolle handelt von einem Neunzehnjährigen in den Slums von Johannesburg, der sich mit Überfällen und Morden durch das Leben schlägt. Der circa drei Millionen US-Dollar teure Film stand in der Gunst der Kritiker und gewann mehrere, international anerkannte Filmpreise, so unter anderem den Oscar als Bester fremdsprachiger Film.
Im November 2006 begannen die Dreharbeiten zu Hoods erstem US-amerikanischen Spielfilm Machtlos. Der Regisseur konnte Reese Witherspoon und Jake Gyllenhaal für den im Mittleren Osten spielenden Politthriller gewinnen. Der Film wurde am 7. September 2007 auf dem Toronto International Film Festival 2007 uraufgeführt.
2009 drehte er den X-Men-Ableger X-Men Origins: Wolverine mit Hugh Jackman und Liev Schreiber, der im Mai des gleichen Jahres in den deutschen Kinos anlief. Es folgte 2013 die Science-Fiction-Literaturverfilmung Ender’s Game – Das große Spiel, und danach mit Eye in the Sky (2015) und Official Secrets (2019) zwei Thriller.

## Filmografie (Auswahl)
- 1998: The Storekeeper (Kurzfilm)
- 1999: A Reasonable Man
- 2001: Durch Wüste und Wildnis (W pustyni i w puszczy)
- 2004: U-Boat (In Enemy Hands, nur Darsteller)
- 2005: Tsotsi
- 2007: Machtlos (Rendition)
- 2009: X-Men Origins: Wolverine
- 2013: Ender’s Game – Das große Spiel (Ender’s Game)
- 2015: Eye in the Sky
- 2019: Official Secrets